# 久楽
久楽（くらく）は、日本の漫画家。サラリーマン。既婚男性。

## 経歴
『週刊少年ジャンプ』のギャグ漫画賞Gカップを受賞後、連載獲得に苦労していた。ある日妻との落書きで簡易な顔の書き方を発見し、それをもとに猫のキャラクターを作ったところ、猫好きな少年ジャンプ編集長（当時）瓶子吉久に気に入られたため、『ジャンプLIVE』（集英社）2号に『はしやすめに 猫田さん』のタイトルで連載した。『ジャンプLIVE』のサービス停止後、『少年ジャンプ+』（集英社）2014年9月22日（創刊日）より二足歩行できて、猫コメディ4コマウェブコミック『猫田びより』を毎日更新で連載中。単行本化（2巻まで）、LINEスタンプ化が行われている。

## 人物
10月生まれ。2017年5月よりTwitter上でも活動しており、パロディ漫画（スタジオジブリ作品・ジャンプ作品が多い）や『猫田びより』のミス等を謝罪・訂正する漫画もツイートしている（多くは4コマ）。申年生まれであるため、自画像は猿で、自身の作品に登場することもある。。

## 作品
- （タイトル不明） - 読切。Gカップ受賞作品
- 『集え! つまはじき高校』 - 読切。『少年ジャンプNEXT!』（集英社） 2012AUTUMN掲載
- 『はしやすめに 猫田さん』 - 『ジャンプLIVE』2号連載。『猫田びより』の前身
- 『猫田びより』 - 『少年ジャンプ+』2014年9月22日（創刊日）より連載中[1]
- 『少年ジャンプ+の広告料でみんな幸せになった話』 - 読切。『少年ジャンプ+』2020年12月22日掲載